# Godsmack
Godsmack je američki hard rock / heavy metal sastav iz Lawrencea osnovan 1995. Skupinu je osnovao Sully Erna koji s Robbiejem Merrillom i Tonyjem Rombolom svira na svim albumima. Tri albuma sastava (Faceless, IV i The Oracle) završila su na prvom mjestu ljestvice Billboard 200. Grupa je do danas prodala 25.000.000 primjeraka albuma diljem svijeta i zbog toga je jedna od komercijalno najuspješnijih glazbenih skupina u SAD-u. Do danas je objavila sedam studijskih albuma. Njezin zasada posljednji album, When Legends Rise, objavljen je 2018.

## Diskografija

### Studijski albumi
- Godsmack (1998.)
- Awake (2000.)
- Faceless (2003.)
- IV (2006.)
- The Oracle (2010.)
- 1000hp (2014.)
- When Legends Rise (2018.)

### EP-ovi
- The Other Side (2004.)

### Koncertni albumi
- Live & Inspired': (2012.)

### Kompilacije
- Good Times, Bad Times... Ten Years of Godsmack (2007.)

### DVD
- Live (2001.)
- Smack This! (2002.)
- Changes (2004.)

### Singlovi
- Whatever (1998.)
- Keep Away (1999.)
- Voodoo (1999.)
- Bad Religion (2000.)
- Awake (2000.)
- Bad Magick (2001.)
- Greed (2001.)
- Sick of Life (2001.)
- I Stand Alone (2002.)
- Straight Out of Line (2003.)
- Serenity (2003.)
- Re-Align (2003.)
- Running Blind (2004.)
- Touché (2004.)
- Speak (2006.)
- Shine Down (2006.)
- The Enemy (2006.)
- Good Times, Bad Times (2007.)
- Whiskey Hangover (2009.)
- Cryin' Like A Bitch (2010.)
- Love-Hate-Sex-Pain (2010.)
- Saints and Sinners (2011.)
- Rocky Mountain Way (Joe Walsh cover) (2012.)
- 1000hp (2014.)
- Something Different' (2014.)
- What's Next (2015.)
- Inside Yourself (2015.)
- Come Together (The Beatles cover) (2017.)
- Bulletproof (2018.)
- When Legends Rise (2018.)
- Under Your Scars (2019.)
- Unforgettable (2020.)

## Članovi
Sadašnji članovi
- Sully Erna - vokali, gitara (1995. - danas)
- Tony Rombola - gitara (1996. - danas)
- Robbie Merrill - bas-gitara (1995. - danas)
- Shannon Larkin - bubnjevi (2002. - danas)

Bivši članovi
- Tommy Stewart - bubnjevi (1995. – 1996., 1998. – 2002.)
- Lee Richards - gitara (1995. – 1996.)
- Joe D'arco - bubnjevi (1995. – 1996., 1998. – 2002.)